# Ted Rall
Pour les articles homonymes, voir Rall.
Frederick Theodore Rall III (né le 26 août 1963 à Cambridge) est un dessinateur de presse, écrivain et éditorialiste américain.
Ses dessins, souvent publiés sous forme de comic strips, apparaissent dans plus de cent journaux aux États-Unis. Il a également écrit de nombreux essais, souvent consacrés à la politique internationale et américaine,.

## Biographie

### Enfance
Il est le fils d'un ingénieur en aéronautique et d'une institutrice, qui se sont séparés à ses 2 ans et ont divorcé 3 ans après, et sa mère eut sa garde, le père ne venant le voir, avec peu d'enthousiasme, que le week-end, durant six heures.
Il publia ses premiers dessins en 1979 dans le bihebdomadaire local Kettering-Oakwood Times et gagna 15 US$. Il acquit, à la sortie du lycée, un portefeuille de huit journaux pour lesquels il travaillait.

### Études
Il fit des études de physique appliquée et nucléaire à l'Université Columbia de 1981 à 1984, et fut expulsé pour raisons académiques et disciplinaires, consacrant plus de temps au dessin et à travailler qu'a étudier.
Pour financer ses études, il fit plusieurs petits boulots tels que docker, chauffeur de taxi et professeur particulier.
Il fit également des dessins pour des groupes étudiants de gauche (communistes, démocrates, socialistes), opinion dans laquelle il se retrouve toujours aujourd'hui.

### Carrière
Rall a publié plusieurs caricatures dans des journaux tels que le New York Times, Rolling Stone et Time.